# Cachaça Salinas
A Cachaça Salinas é uma das cachaças mais famosas do Brasil, produzida pelo Grupo Salinas, na cidade de Salinas (MG). É envelhecida dois anos e meio no bálsamo e com 42% de teor alcoólico.

## História
A origem da Cachaça Salinas remonta a 1986, quando o salinense Heleno Medrado trabalhava na Butique da Roça, o empório da sua família que vendia  em Belo Horizonte produtos típicos da roça. Após um assalto ao empório sobraram apenas as garrafas de cachaça, que Medrado vendeu de bar em bar. O comerciante percebeu o grande potencial de mercado para a cachaça artesanal e resolveu desenvolver a sua própria cachaça em 1986. A marca iniciou suas vendas com apenas uma embalagem, a garrafa âmbar de 600 ml.
A edição de março de 2014 da revista SuperHiper, da Associação Brasileira de Supermercados, apresentou o ranking de marcas que se tornaram referência para os supermercadistas de todo o país. O resultado das cinco marcas mais vendidas em valor, na categoria Aguardente de Cana (Cachaça), na Área 2 que compreende a região de Minas Gerais, Espírito Santo e interior do Rio de Janeiro, auditadas pelo Instituto de Pesquisa Nielsen, apontou a Salinas como a cachaça artesanal mais vendida nesses mercados.

## Prêmios
- 2014 - Medalha de ouro no Concours Mondial de Bruxelles - Spirits Selection[5]
- 2000/2014 - XIX Prêmio Top of Mind – Mercado Comum – Marcas de Sucesso[5]
- Foi a vencedora nos anos 1987, 1988, 1989 e 1990 no Festival da Cachaça de Sabará. A partir daí foi considerada Hours Concours.

## Ligações Externas
«Sítio oficial»